# Відповідь знає тільки вітер
«Відповідь знає тільки вітер» (нім. Die Antwort kennt nur der Wind) — німецько-французький фільм 1974 року, знятий німецьким режисером Альфредом Форером на основі однойменного бестселера 1973 року австрійського письменника Йоганнеса Маріо Зіммеля. Фільм був представлений на 9-му Московському міжнародному кінофестивалі.

## Сюжет
У Середземному морі вибухає яхта, на якій гине німецький банкір Гельман разом з 8 чоловіками екіпажу на борту. Страховий агент Роберт Лукас проводить розслідування, чи була смерть банкіра під час вибуху його розкішної яхти нещасним випадком чи вбивством, і фірма Лукаса зацікавлена в тому, щоб знайти докази навмисної загибелі, яка не підпадає під страховий випадок. Є підозра, що це могло бути самогубство, однак Роберт з'ясовує, що за віллою, де проживав Гельман і його сестра Гільде, стежили.
Роберту потрапляють до рук записи, на яких є інформація про вибух, і він з’ясовує, що за всім цим стоїть кримінальне коло людей з місцевої знаті. Він використовує записи для шантажу, щоб забезпечити комфортне життя собі та новій знайомій, в яку закохався, але зазнає невдачі.

## У ролях
| Актор            | Роль                     |
| ---------------- | ------------------------ |
| Моріс Роне       | Роберт Лукас             |
| Марта Келлер     | Анджела Дельп'єр         |
| Раймон Пеллегрен | комісар Жан-П'єр Лакросс |
| Карін Дор        | Ніколь Монньє            |
| Андре Фалькон    | містер Рібейролс         |
| Антон Діффрінг   | Джон Кілвуд              |
| Роберт Далбан    | головний інспектор       |
| Шарлотта Керр    | Гільде Гельманн          |

## Цікаві факти
Під час романтичної вечірки Роберта і Анджели звучить пісня Боба Ділана «Blowin' in the Wind» (з англ. (відповідь на всі питання) Витає у повітрі).